# Большая сосновая златка

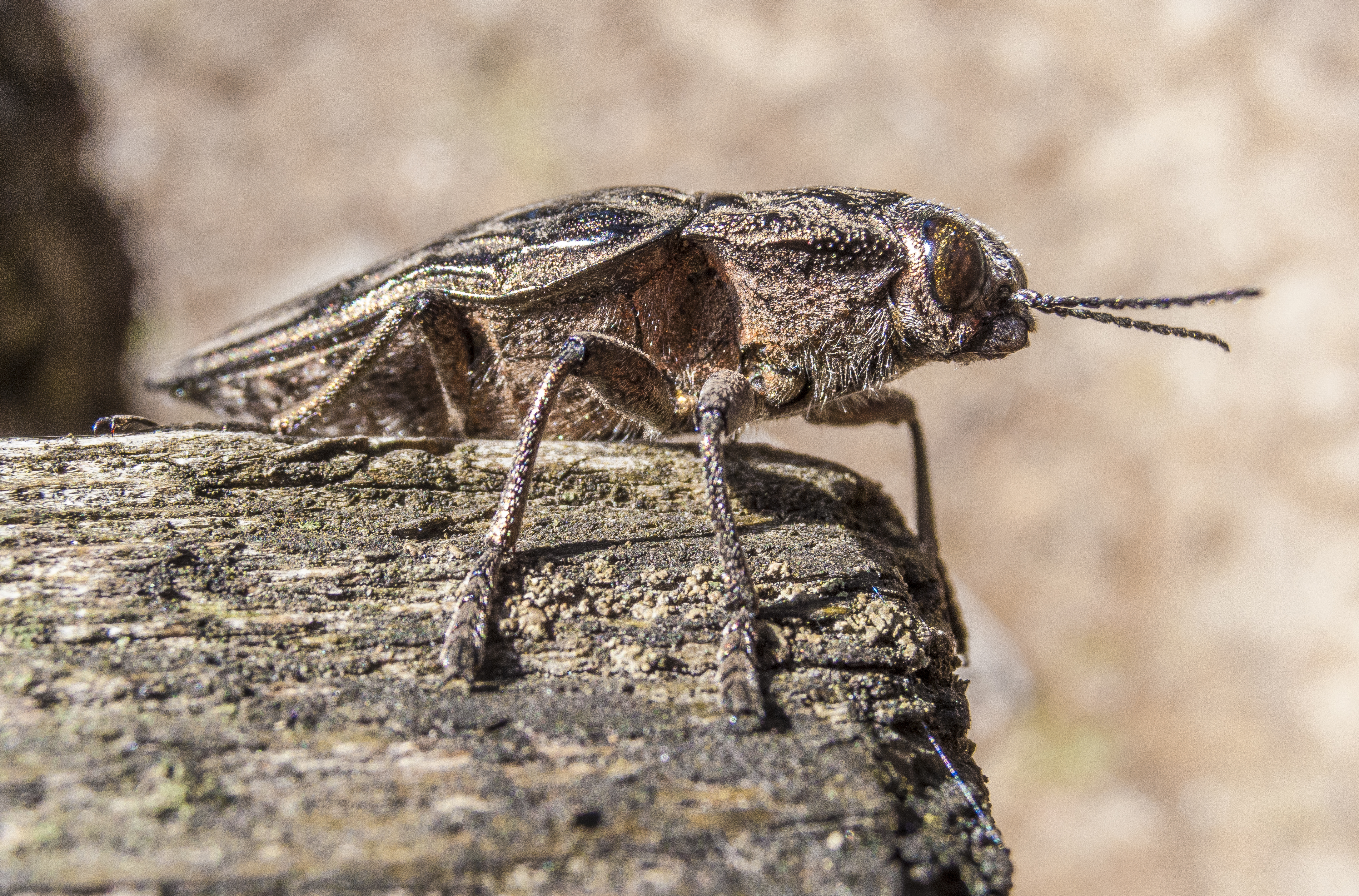
Chalcophora mariana на пожарище в сосновом лесу.

Большая сосновая златка, или златка-медянка большая (лат. Chalcophora mariana) — вид жесткокрылых насекомых из семейства златок. Распространён в Европе, в частности в Центральной и Южной, в России на восток до Сибири (до озера Байкал). Длина тела имаго 23—32 мм.
Обитает преимущественно в сосновых и смешанных лесах.
Имаго встречаются с мая по июль. В жаркие солнечные дни жуки находятся на еловых стволах. Самки откладывают яйца в щели коры. Личинки появляются спустя две недели и вбуравливаются в кору, оставляя отверстия шириной 15 мм. Куколочные камеры длиной 4 см и шириной 1,5 см. Длительность развития составляет 3—6 лет.

## Литература

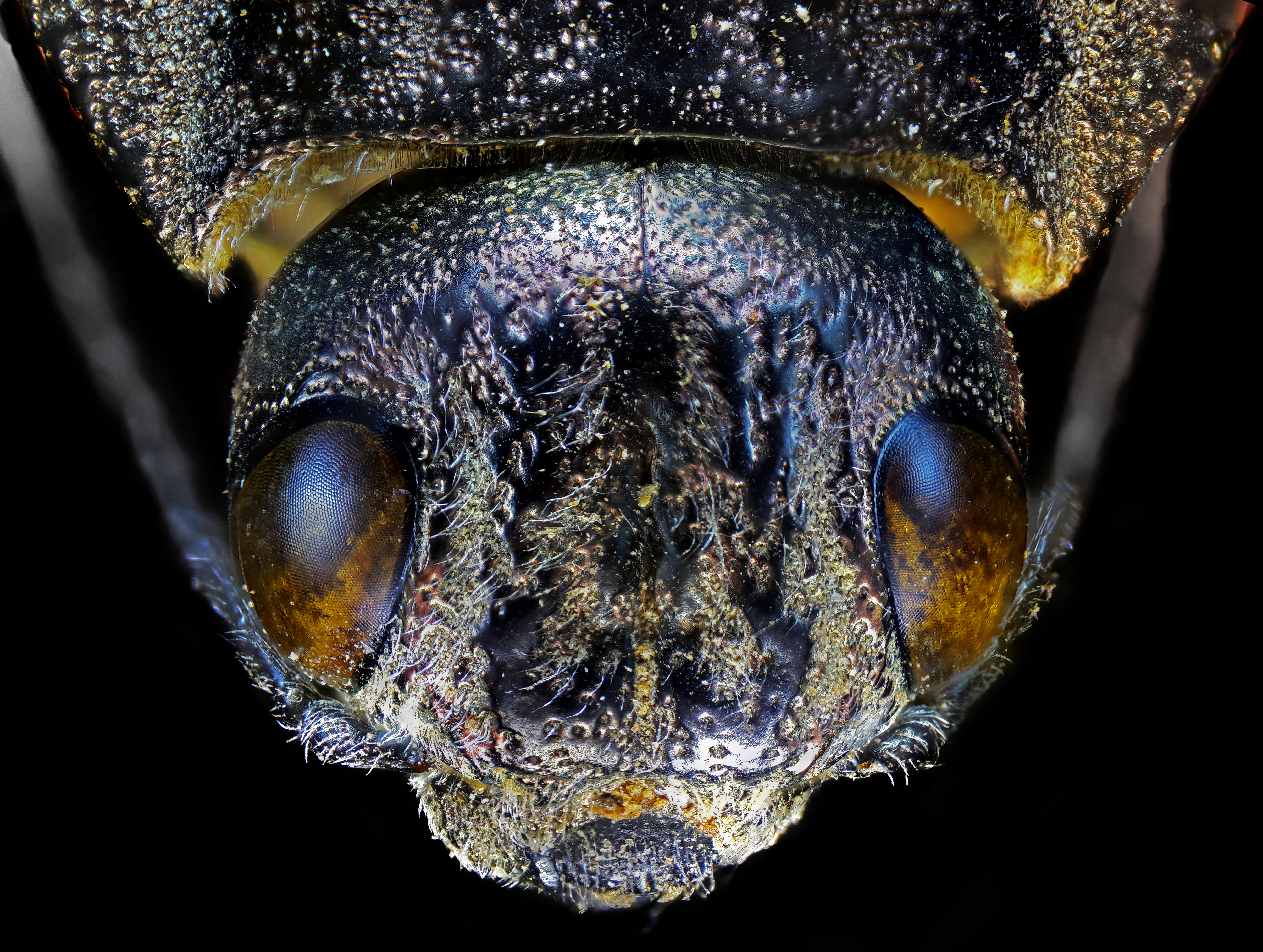
Голова